# M78星云
M78星云（日语：／ Emu Nana-jū hachi Seiun */?），是在《超人力霸王系列》中出现的虛構星云。奥特曼家族的故乡，並與地球相距300万光年。

## 光之國
M78星雲的中心有近6千萬個星球存在，包括超人七號三頭膠囊怪獸的故鄉：阿基拉的阿妮瑪星、米克拉斯的基法龍星、溫達姆的金屬星，其中還有原種巴爾坦星人所移住的行星R。三頭膠囊獸在與超人七號邂逅前分別是三顆星球的守護聖獸，R星在企劃中曾是超人七號的故鄉。
光之國體積為地球的60倍，重力為地球的120倍以上，四周都充滿了來自人工太陽的放射性光線——等離子光線。自從26萬年前的超進化事件以來，光之國住民的平均身高達到40公尺，平均體重40000公噸，被稱為光之巨人-超人力霸王。

### 地形與氣候
光之國的地表由翠綠色的晶石所組成，有山脈有平地，但沒有海，如果想游泳的話只能去阿妮瑪星或者基法龍星。高山上有被稱為「生命之泉」的具有治病功效的極光存在。在平地上，大約有300個城鎮，沒有四季之分，這一點令超人力霸王非常羡慕享有四季的地球人。
唯一的天災，是從天空落下的隕石。

### 社會結構
光之國不存在其他的國家，奧特之王為精神領袖，而超人力霸王之父為最高領導人。總人口數大於200亿人，沒有警察存在，實際上已經有40萬年沒有發生任何的犯罪事件，是真正的理想社會。
社會分工明確，不只局限於宇宙警備隊一個職業。

### 人文
- 光之國的住民，大部分博覽群書，有著一大批高質素人才
- 同樣存在疾病，可以去奧特之母所管理的被稱為“超級診所78”（ウルトラクリニック７８）的醫院治療
- 食物為光，但並非人與空氣的關系，而是僅作為能量來源
- 奧特曼也有喜怒哀樂等等豐富的情感，同樣，異性之間可以通過締結婚姻的儀式結婚生子；繁衍生息
- 光之國的住民死後會化為“光”，然後消失。

光之國設有旅遊部；主持工作的是奧特曼佩歐妮。

## 組織結構
在光之國組織結構中，已知有以超人力霸王之父為首的「宇宙和平委員會」，以及其下屬三大機構：
- 防衛機構「宇宙警備隊」
- 科研機構「宇宙科學技術局」
- 輔助機構「銀十字軍」

### 宇宙警備隊
宇宙警備隊為守衛全宇宙和平的防衛組織，駐守在各個受到異族侵略的行星，設立於3萬年前，超人力霸王之父為大隊長，佐菲為第一部隊隊長，共100萬人（其中M78星雲以外的宇宙人有1萬）。
下屬機構包括：

#### 超人兄弟
一支由11位警備隊員組成的菁英隊伍，是光之國授予為保衛地球做出卓越貢獻的部分宇宙警備隊精英成員的一種榮譽稱號，其概念最早出現於《超人力霸王衛司》中。
其中最具代表性的六位成員（佐菲、初代、賽文、傑克、衛司、太郎），被稱為超人六兄弟。

#### 勇士司令部
宇宙警備隊的精英部隊，類似於特種部隊，只有在緊急時刻才會出動，最早出現於《超人力霸王雷歐斯》中。

#### 宇宙保安廳
別名宇宙巡邏隊，從全星雲支部中挑選出來的警備隊員，負責宇宙警備隊的輔助工作和情報收集，最早出現於《超人力霸王雷歐斯》中的超人七號21。

#### 文明觀察員
別名行星文明觀察員，負責宇宙警備隊進行觀察行星文明的進步是否和宇宙的發展相協調，最早出現於《超人力霸王馬克斯》中。

#### 銀河救援隊
宇宙警備隊旗下組織，負責保護和拯救需要幫助的無辜受害群體之先遣部隊，最早出現於《超人银河格斗 新生代英雄》中。

#### 宇宙情報局
宇宙情報局對全宇宙的情報資料進行匯總，通過奧特簽名對勇士司令部下達出擊命令。
旗下機構：
- 星雲情報局
- 惑星調查局
- 已知生命體情報局

#### 七大星雲支部
支部長：超人吉田、超人力霸王傑克、超人力霸王衛司、超人力霸王太郎、超人力霸王雷歐、超人力霸王美洛斯
- M25星雲
- SP5星雲
- LP372星雲
- 仙女座星雲
- 英仙座星雲
- 麥哲倫星雲
- 銀河星雲（地球所在的銀河系）

#### 宇宙警備隊終極傑洛警備隊
光之國除了有宇宙警備隊之外，超人力霸王傑洛還建立了屬於他自己的傑洛警備團隊。該組織隸屬於M78超人力霸王之星宇宙警備隊下屬的特種小隊，成員都是傑洛在各個星系宇宙認識的夥伴。
- 超人力霸王傑洛（隊長）
- 鏡子騎士
- 紅蓮火焰
- 鋼鐵武士
- 鋼鐵武士九號

#### 宇宙警備隊三人小隊
該組織隸屬於M78光之國宇宙警備隊下屬的特種小隊，成員為大河在各星系認識的其餘兩位超人夥伴組成。
- 超人力霸王大河（隊長）
- 超人力霸王泰塔斯
- 超人力霸王風馬

### 宇宙科學技術局
超人力霸王傑克之父是該機構的長官，從字面就可以知道是進行科學研究與考察的機構，推動光之國進化的核心組織，超人力霸王希卡利是第一位真正登上屏幕的科學技術局人員，和宇宙警備隊相對的文官組織，胸前的銀點是調查研究成果的象徵。

### 銀十字軍
宇宙警備隊的後勤部隊，負責超人力霸王戰士及光之國住民的治療護理工作，超人力霸王之母為大隊長，隊員全都為女性，下屬機構包括：
超級診所78
RECREATION CENTER

## 姊妹城市
現實中，特攝之父圓谷英二的出身地－日本福島縣須賀川市在2013年5月5日和「M78星雲 光之國」結為姐妹市，以超人力霸王系列為主題發展觀光產業。

## 外部連結
- （页面存档备份，存于）